# Una vida plena
Una vida plena (títol original: The Time of Your Life) és una pel·lícula de comèdia dramàtica estatunidenca de 1948 dirigida per H.C. Potter i protagonitzada per James Cagney, William Bendix, Wayne Morris i Jeanne Cagney. Va ser produïda pel germà de Cagney, William, i adaptada per Nathaniel Curtis de l'obra homònima de William Saroyan de 1939. El director de fotografia va ser de James Wong Howe. Està doblada al català.

## Argument
Una gran varietat de persones entra al Pacific Street Saloon, algunes per demanar feina i altres només per passar el temps.

## Repartiment
- James Cagney com Joseph T.
- William Bendix com Nick
- Wayne Morris com Tom
- Jeanne Cagney com Kitty Duval
- Broderick Crawford com Krupp
- Ward Bond com McCarthy
- James Barton com Kit Carson
- Paul Draper com Harry
- Gale Page com Mary L.
- Jimmy Lydon com Dudley Raoul Bostwick
- Richard Erdman com Willie
- Pedro de Cordoba com filòsof àrab
- Tom Powers com Freddie Blick
- Natalie Schafer com senyora de societat
- Howard Freeman com cavaller de societat
- Renie Riano com Lorene Smith
- Claire Carleton com 'assassí'
- Gladys Blake com company

## Producció
Els Cagney van admirar l'obra i van adquirir els seus drets cinematogràfics amb la condició que els seus no s'allarguessin més de set anys. Van donar dues setmanes al seu director i director de fotografia, però van canviar d'opinió un cop va començar el rodatge, gastant lliurement i trencant el seu pressupost. La pel·lícula es va rodar majoritàriament en un plató
La pel·lícula es va rodar amb el final original de Saroyan, on Kit va disparar i va matar a Blick fora de l'escenari, a qui l'Administració del Codi de Producció havia obligat els productors a canviar d'un detectiu de policia a ser un informador i xantatgista. El públic va escoltar els trets i va veure que Kit entrava relatant l'esdeveniment com una de les seves històries "Vaig disparar a un home una vegada. A San Francisco. Li vaig disparar dues vegades... Un company anomenat Blick o Glick o alguna cosa així. No podia suportar la manera com parlava amb les dones".
El públic de previsualització va reaccionar de manera desfavorable. Cagney va demanar a Saroyan que escrivís un final més acceptable, però Saroyan va posar el preu del seu treball fora de l'abast de Cagney. Un nou clímax ple d'acció va ser substituït amb Joe que el va deixar inconscient, fet que va fer pensar en Kit que l'havia matat a trets, i després en Nick el va llançar al carrer mentre la Kitty i el Tom declaraven la seva intenció de casar-se.

## Recepció
La pel·lícula va ser un fracàs a taquilla.

## Remake
Una versió televisiva de Playhouse 90 deu anys més tard protagonitzada per Jackie Gleason com Joe va obtenir l'aclamació de la crítica, amb Jack Klugman com a Nick, Dick York com a Tom, Betsy Palmer com a Kitty i James Barton que va repetir el seu paper de Kit Carson.